# Рахны
Рахны (укр. Рахни) — село на Украине, находится в Гайсинском районе Винницкой области.
Код КОАТУУ — 0520885406. Население по переписи 2001 года составляет 427 человек. Почтовый индекс — 23700. Телефонный код — 4334.
Занимает площадь 16,8 км². Рядом протекает речка Соб, водятся щука, карась, карп.

## Адрес местного совета
23723, Винницкая область, Гайсинский р-н, с. Семиречка, ул. 1 Мая, 48, тел. 69-2-45.